# Donna Dixon
Pour les articles homonymes, voir Dixon.
Donna Dixon est une actrice américaine née le 20 juillet 1957 à Alexandria, Virginie (États-Unis).

## Biographie
Donna Lynn Dixon naît à Alexandria en Virginie. Son père, Earl Dixon, fait du théâtre. En 1975, elle est diplômée de l'école de Groveton et a étudié à l'université George-Washington.
En 1977, elle devient Miss Virginie. Elle débute en 1980 avec Tom Hanks dans la série Bosom Buddies (en).
En 1983, elle joue dans le film Doctor Detroit, et, durant le tournage, elle rencontre son futur mari, Dan Aykroyd. Ils ont trois filles, dont l'autrice-compositrice-interprète Vera Sola (en). Ils jouent ensemble dans Drôles d'espions.

## Filmographie
- 1981 : Spring Fling of Glamour and Comedy (TV)
- 1981 : Margin for Murder (TV) : Daisy
- 1983 : Doctor Detroit : Monica McNeil
- 1983 : La Quatrième Dimension (Twilight Zone: The Movie) : Jr. Stewardess (Segment #4)
- 1984 : No Man's Land (TV) : Sarah Wilder
- 1985 : Drôles d'espions (Spies Like Us) : Karen Boyer
- 1985 : Berrenger's (série TV) : Allison Harris (1985)
- 1986 : Les Reines de la nuit (Beverly Hills Madam) d'Harvey Hart (téléfilm) : Wendy Nelson
- 1986 : Madame est servie (Who's the Boss ?) - Saison 2, Épisode 26 (série TV) : Lauren Sullivan
- 1988 : Parle à mon psy, ma tête est malade (The Couch Trip) : Laura Rollins
- 1988 : Le Dindon de la farce  (Lucky Stiff) : Cynthia Mitchell
- 1989 : It Had to Be You : Dede
- 1989 : Cannonball 3 (Speed Zone!) : Tiffany
- 1992 : Wayne's World : Dreamwoman
- 1994 : Exit to Eden : Bonnie
- 1995 : Nixon d'Oliver Stone : Maureen Dean
- 2014 : Da Sweet Blood of Jesus de Spike Lee : Mme Blair